# Lichnoptera primulina
Lichnoptera primulina är en fjärilsart som beskrevs av Paul Dognin 1912. Lichnoptera primulina ingår i släktet Lichnoptera och familjen Pantheidae. Inga underarter finns listade i Catalogue of Life.